# Emily Dickinson
Emily Elizabeth Dickinson, född 10 december 1830 i Amherst i Massachusetts, död där 15 maj 1886, var en amerikansk poet. Endast ett fåtal av Dickinsons dikter publicerades under hennes livstid, men hon efterlämnade en stor produktion och fick ett betydligt större erkännande för sin poesi efter sin död.

## Biografi
Dickinson föddes i en advokatfamilj i staden Amherst i New England på Amerikas östkust. Hennes far, Edward Dickinson, var en politiskt prominent person i Massachusetts på den tiden. Hon hade en bror, William Austin, och en syster, Lavinia, "Vinnie". 
Hennes familj var framgångsrik med stark anknytning till lokalsamhället. Dickinson själv levde dock till stor del ett tillbakadraget och introvert liv. Hon studerade vid Amherst Academy i sju år, och befann sig under en kort tid vid Mount Holyoke Female Seminary, innan hon återvände till familjehemmet i Amherst. Av lokalinvånarna sågs hon som excentrisk, och blev känd för sin vita klänning samt sin olust inför att ha gäster, eller att ens lämna sitt rum. De flesta av hennes vänskaper sköttes via brevväxling.
Emily Dickinson förde en isolerad och tillbakadragen tillvaro i föräldrahemmet under hela sitt liv. Hon skickade dikter till kritikern och författaren Thomas Wentworth Higginson, som avrådde henne från publicering; han ansåg hennes diktning alltför oren och ojämn. Endast ett fåtal dikter publicerades under Dickinsons livstid, och detta utan hennes medgivande, men hon efterlämnade en produktion på närmare 1 800 dikter samt ett stort antal brev. Efter Dickinsons död verkade hennes syster Lavinia och brevvännen Thomas Wentworth Higginson för publiceringen av Dickinsons dikter. Även Dickinsons tjänarinna Margaret Maher bidrog till att dikterna bevarades. En första ofullständig utgåva, Poems, utkom 1890. Higginson och familjevännen Mabel Loomis Todd var redaktörer.
Trots att Dickinson i det privata var en produktiv poet publicerades färre än ett dussin av hennes närmare 1 800 dikter under hennes livstid. De fåtal arbeten som ändå publicerades ändrades ofta ordentligt av utgivarna för att de skulle passa tidens konventionella krav på poesin. Hennes dikter är unika under den era då hon var verksam, med sina korta rader, brist på titlar och halvrim tillsammans med okonventionell versalisering och interpunktion. Många av Dickinsons dikter behandlar teman som död och odödlighet, två ämnen som även återkom i många av breven till hennes vänner och familjemedlemmar.
Dickinson dog den 15 maj 1886, förmodligen av nefrit. Hennes sista vilja innan hon dog var att alla brev hon fått skulle brännas. Om dikterna nämnde hon ingenting.
Nedslagskratern Dickinson på planeten Venus är uppkallad efter henne.

## Betydelse
Dickinson betraktas idag som en av de mest betydande amerikanska författarna inom engelskspråkig poesi. Hon har blivit föremål för en omfattande akademisk diskussion där hennes verk analyserats utifrån bland annat genrekonventioner (skrev hon klassisk lyrik, eller något annat?) och materiella aspekter (är det betydelsefullt att Dickinson inte publicerade sig i tryck?). Läsningar har även gjorts utifrån till exempel feministiska och religiösa perspektiv.
Dickinson är känd för sin kompositionsteknik: hon skapade ett stort antal så kallade "fasciklar", häften tillverkade av linjerat skrivpapper som hon vek dubbla och sydde ihop med rödvita snören. Dessa häften kom att likna små böcker, men Dickinson spred dem inte utan förvarade dem i byrålådan, där de upptäcktes efter hennes död. Litteraturvetaren Dorothy Oberhaus menar att fasciklarna kan läsas som mer eller mindre sammanhängande berättelser, men oftast har Dickinsons dikter lästs var och en för sig i isolering.  
Första gången en komplett och till största delen oändrad samling av Dickinsons dikter gavs ut var 1955 när Thomas H. Johnson gav ut Emily Dickinson: The Complete Poems. Idag anses standardutgåvan vara Ralph W. Franklins The Poems of Emily Dickinson (1998).
Förutom några negativa recensioner och viss skepsis under 1800-talets sista och 1900-talets första år rörande Dickinsons skicklighet ses hon idag allmänt som en av de viktigaste amerikanska poeterna.
En av hennes mest berömda dikter är "I'm Nobody! Who Are You?", som lyder:
I'm Nobody! Who are you?
Are you -- Nobody -- too?
Then there's a pair of us!
Don't tell! they'd banish us -- you know!

How dreary -- to be -- Somebody!
How public -- like a Frog --
To tell one's name -- the livelong day --
To an admiring Bog!

## Översättningar till svenska
- Dikter (översättning: Erik Blomberg och Johannes Edfelt) (Wahlström & Widstrand, 1949)
- Emily Dickinson: en introduktion med lyriska tolkningar av Ellen Löfmarck (Natur och kultur, 1950)
- Mitt brev till världen (översättning: Erik Blomberg, Johannes Edfelt, Britt G Hallqvist, Ellen Löfmarck, Lars-Inge Nilsson, Sven Christer Swahn) (Bra böcker, 1986)
- I lost a world the other day!: Emily Dickinson: liv och diktning (med ett urval tolkningar av Patrik Reuterswärd) (Carlsson, 1993)
- Dikter (översättning: Lennart Nyberg) (Studentlitteratur, 1993)
- Min flod flyter mot dig: sextio dikter (översättning och kommentarer: Ann-Marie Vinde) (Bokverket, 2010)
- Gång på gång är skogarna rosa (översättning: Ann Jäderlund) (Bonnier, 2012)
- Emily Dickinson: Brev I (översättning: Lena Karlin, kommentarer Josefin Holmström) (Ellerströms, 2016)
- Emily Dickinson: Brev II (översättning: Lena Karlin, kommentarer Josefin Holmström) (Ellerströms, 2017)
- Emily Dickinson: Brev III (översättning: Lena Karlin och Jonas Ellerström, kommentarer Josefin Holmström) (Ellerströms, 2020)
- Faskikel 40, De enda nyheterna (översättning: Ulf Karl Olov Nilsson och Jenny Tunedal) (Anti 2021)
- Faskikel 34, Ändlös rosmarin (översättning: Ulf Karl Olov Nilsson och Jenny Tunedal) (Anti 2022)
- Faskikel 26, Vi leker inte på gravar (översättning: Ulf Karl Olov Nilsson och Jenny Tunedal) (Anti 2023)
- Faskikel 13, Himmelska sår (översättning: Ulf Karl Olov Nilsson och Jenny Tunedal) (Anti 2024)